# Whirlwind

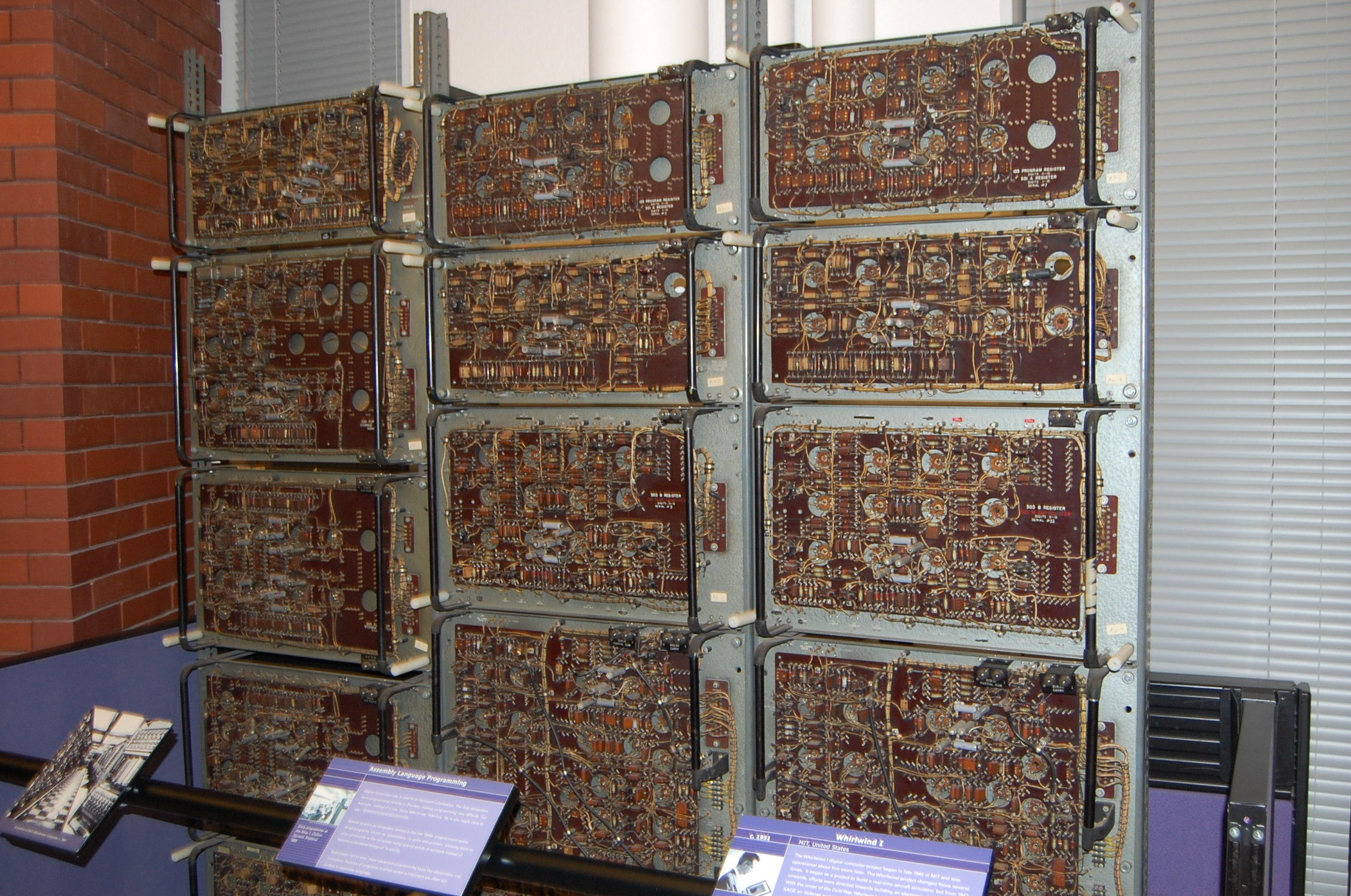
Der Whirlwind 1 im Computer History Museum, Kalifornien

Der Whirlwind-Computer (von engl. "Whirlwind" für "Wirbelwind") wurde von 1945 bis 1952 am Massachusetts Institute of Technology nach einem während des Zweiten Weltkrieges vergebenen Auftrag der US-Marine durch Jay Forrester und Robert Everett entwickelt. Der Whirlwind sollte ein Flugsimulator werden, in dem Piloten der US-Marine mit überraschenden Situationen umgehen lernen sollten. Dazu musste er Fähigkeiten als Echtzeitrechner haben. Forrester und seine Kollegen Perry Crawford und Robert Everett bauten zunächst einen Analogrechner, kamen aber nach einer der ersten ENIAC-Demonstrationen auf die Idee, einen Digitalrechner einzusetzen. Es war der erste Rechner mit Echtzeitverarbeitung, die nach einer Idee von Forrester durch einen Array von Kernspeichern realisiert wurde, und der einen Bildschirm (Kathodenstrahlröhre) als Ausgabegerät verwendete. Das System startete erstmals am 20. April 1951. Eingesetzt wurden zuerst Williamsröhren (Williams-Kilburn CRT-Speicher-Röhren) und später ein (schnellerer) magnetischer Kernspeicher als Speicherbausteine. Ein Lichtgriffel, der am MIT Lincoln Laboratory entwickelt wurde, diente als Eingabegerät. Der Rechner selbst bestand im Wesentlichen aus 5000 Röhren und 11000 Halbleiter-Dioden und nahm fast eine ganze Halle ein.
Nach der mehrjährigen Entwicklungsphase wollte die Navy ihn nun nicht mehr als Flugsimulator, sondern für numerische Aufgaben einsetzen, während die MIT-Forscher ihn weiter für Bahnverfolgung von Flugzeugen und Raketen benutzen wollten und sich durchsetzten. Das Whirlwind-Projekt war Ende der 1940er Jahre das größte Computer-Entwicklungsprojekt mit einem jährlichen Etat von 1 Million Dollar und 175 Mitarbeitern. Noch mehr Geld stand zur Verfügung, als die USA als Antwort auf die nukleare Bedrohung durch sowjetische Langstreckenbomber das SAGE-Projekt der US Air Force starteten, das ebenfalls am MIT entwickelt wurde. Whirlwind wurde Teil des Projekts, diente dort als Basis der Entwicklung besserer Computer und trug mit seinen Innovationen indirekt zur Entwicklung fast aller Computer in den 1960er Jahren bei. Whirlwind war der erste Computer mit einer Wortlänge von 16 Bit, was sich dann bei den Minicomputern in den 1960er Jahren durchsetzte.
Nachfolger waren der TX-0 (bereits transistorbasiert) am MIT und die PDP-1 bei der Digital Equipment Corporation (DEC).
Nach der Verwendung bei SAGE wurde es 1959 von einem der Projektmitglieder (Bill Wolf) für einen symbolischen Dollar pro Jahr gemietet. 1974 retteten Ken Olsen und Robert Everett wesentliche Teile für das Digital Computer Museum bei DEC, über das es zum Computer History Museum in Mountain View kam. Eine Einheit des Kernspeichers ist auch im Charles River Museum of Industry in Waltham (Massachusetts) zu sehen.

## Sonstiges
In Anlehnung an den Whirlwind (Wirbelsturm) erhielt der von Heinz Zemanek entwickelte Transistorrechner Mailüfterl seinen Namen.